# Conflitos Luso-Angoches
Os conflitos Luso–Angoches refere-se a uma série de guerras entre o Sultanato de Angoche e o Império Português entre 1847 e 1910.

## Antecedentes
Desde meados do século XVI, o Sultanato de Angoche esteve em declínio após ser substituído por Quelimane como um importante porto. O Sultanato foi prejudicado pelo assentamento de um novo grupo de pessoas em seu interior, que bloqueou o acesso ao continente e impôs pedágios nas caravanas que passavam. Durante esse período, Angoche sofreu um declínio econômico, com os sultões perdendo sua influência política.
Na década de 1830, Angoche rapidamente supriu a crescente demanda por marfim, borracha e escravos. Este último tornou-se cada vez mais importante ao longo do século, à medida que o movimento europeu contra a escravidão crescia. A independência do Sultanato dos Impérios Europeus fez dele um foco para o comércio de escravos. Em 1847, muitos negócios haviam se mudado para Angoche a partir de cidades sob controle português, como a Ilha de Moçambique, para escapar dos impostos e das leis de escravidão.

## Citações
- Isendahl, Christian. «Angoche: An important link of the Zambezian gold trade» (PDF). Uppsala University
- Bonate, Liazzat (2007). Traditions and transitions : Islam and chiefship in Northern Mozambique, ca. 1850-1974 (PDF) (Tese de doutorado)
- Bonate, Liazzat (2003). «The Ascendance of Angoche». Christian Michelsen Institute

1. 1 2  Isendahl, p. 8.
2. ↑  Bonate 2003, p. 123.
3. ↑  Bonate 2003, p. 123–124.